# Live Killers
Albums de Queen
Jazz
(1978) The Game
(1980)
Singles
1. Love of My Life
Sortie : 29 juin 1979
2. We Will Rock You (Fast)
Sortie : août 1979

Live Killers est le premier album live du groupe de rock britannique Queen, sorti en 1979.

## Historique
Live Killers est un double album live sorti en 1979 par Queen. Il prend la place d'un album studio dans la carrière du groupe qui sortait jusque-là, un album studio chaque année depuis 1973. La pochette arbore une photo du groupe sur la scène d'un concert en train de saluer le public mais on ne les distingue pas (silhouettes noires), derrière se trouvent de multiples projecteurs multicolores. La pochette intérieure montre une multitude de photos des quatre membres de Queen en concert.
Enregistré au printemps 1979 lors de la tournée européenne, il offre une synthèse des sept premiers albums du groupe. Il contient plusieurs des plus grands succès du groupe dont Bohemian Rhapsody, We Are the Champions, le dernier en date à l'époque de la sortie de cet album (Don't Stop Me Now) ainsi que deux versions de We Will Rock You — une version rapide en intro et la version normale en fin de concert — et pour finir un medley (Death On Two Legs, Killer Queen, Bicycle Race et I'm In Love With My Car) et un set acoustique (Dreamers Ball, Love of My Life et '39). C'est le morceau Love of My Life qui est choisi pour constituer l'unique 45 tours de Live Killers mais il n'aura pas un grand succès (63e dans les classements britanniques). À noter que les paroles de Freddie Mercury en intro de Death on Two Legs ont été censurées par un "bip-bip" car il a insisté sur les raisons de sa dédicace... Enfin, le morceau de Now I'm Here a été rallongé par une séquence de chœurs durant laquelle Freddie Mercury communique avec son public, tandis que Brighton Rock comprend une très longue partie instrumentale.
Cet enregistrement fait suite à l'album studio Jazz, sorti en 1978, il rend compte des performances de Queen en public, dans une période où le groupe est au meilleur de sa forme. Néanmoins, cette compilation de concerts n'a pas soulevé l'enthousiasme des fans à sa sortie. Roger Taylor a affirmé de nombreuses fois qu'il n'aimait pas Live Killers car il était déçu par les extraits de concerts qui avaient été choisis et que les membres du groupe n'étaient pas satisfaits du mixage final du disque. Pourtant, le groupe l'a lui-même réalisé dans ses Mountain Studios de Montreux.

## Titres
| 1. | We Will Rock You fast               | Brian May       | Lyon (17 février)                                                 | 3:18 |
| 2. | Let Me Entertain You                | Freddie Mercury | n/a                                                               | 3:15 |
| 3. | Death on Two Legs (Dedicated to...) | Mercury         | Barcelone (20 février) / Francfort (2 février)                    | 3:31 |
| 4. | Killer Queen                        | Mercury         | Francfort (2 février)                                             | 1:59 |
| 5. | Bicycle Race                        | Mercury         | Francfort (2 février)                                             | 1:28 |
| 6. | I'm in Love with My Car             | Roger Taylor    | Zurich (4 février)                                                | 2:08 |
| 7. | Get Down, Make Love                 | Mercury         | Barcelone (20 février) / Francfort (2 février) / Paris (1er mars) | 4:31 |
| 8. | You're My Best Friend               | John Deacon     | Lyon (17 février)                                                 | 2:08 |

| 9.  | Now I'm Here        | May     | Francfort (2 février) | 8:42 |
| 10. | Dreamer's Ball      | May     | Lyon (17 février)     | 3:44 |
| 11. | Love of My Life     | Mercury | Francfort (2 février) | 4:57 |
| 12. | '39                 | May     | Francfort (2 février) | 4:26 |
| 13. | Keep Yourself Alive | May     | Lyon (17 février)     | 4:02 |

| 14. | Don't Stop Me Now | Mercury | Lyon (17 février)                                                        | 4:28  |
| 15. | Spread Your Wings | Deacon  | n/a                                                                      | 5:17  |
| 16. | Brighton Rock     | May     | Paris (28 février, 1er mars) / Francfort (2 février) / Lyon (17 février) | 12:13 |

| 17. | Bohemian Rhapsody (avec Mustapha en intro) | Mercury                             | Francfort (2 février)  | 6:02 |
| 18. | Tie Your Mother Down                       | May                                 | Francfort (2 février)  | 3:40 |
| 19. | Sheer Heart Attack                         | Taylor                              | n/a                    | 3:35 |
| 20. | We Will Rock You                           | May                                 | Francfort (2 février)  | 2:48 |
| 21. | We Are the Champions                       | Mercury                             | Paris (27 février)     | 3:27 |
| 22. | God Save the Queen                         | traditionnel, arrangé par Brian May | Rotterdam (30 janvier) | 1:31 |

### Titres non retenus
- Somebody to Love
- Fat Bottomed Girls
- If You Can't Beat Them
- It's Late

## Musiciens
- Freddie Mercury : chant, piano
- Brian May : guitares diverses, chœurs
- John Deacon : guitare basse
- Roger Taylor : batterie, timbales, chœurs, chant sur I'm In Love With My Car, pandero sur ’39

## Production
- George Marino : mastering

## Classements
| Classements (1979)            | Meilleure place |
| ----------------------------- | --------------- |
| Allemagne (Media Control AG)  | 4               |
| Autriche (Ö3 Austria Top 40)  | 3               |
| Norvège (VG-lista)            | 10              |
| Nouvelle-Zélande (RIANZ)      | 21              |
| Pays-Bas (Mega Album Top 100) | 9               |
| Royaume-Uni (UK Albums Chart) | 3               |
| Suède (Sverigetopplistan)     | 15              |
| Suisse (Musikmarkt-Charts)    | 9               |

| Classement (1992)            | Meilleure place |
| ---------------------------- | --------------- |
| Suisse (Schweizer Hitparade) | 34              |

| Classement (2006) | Meilleure place |
| ----------------- | --------------- |
| Italie (FIMI)     | 99              |